# Орёл (фрегат)

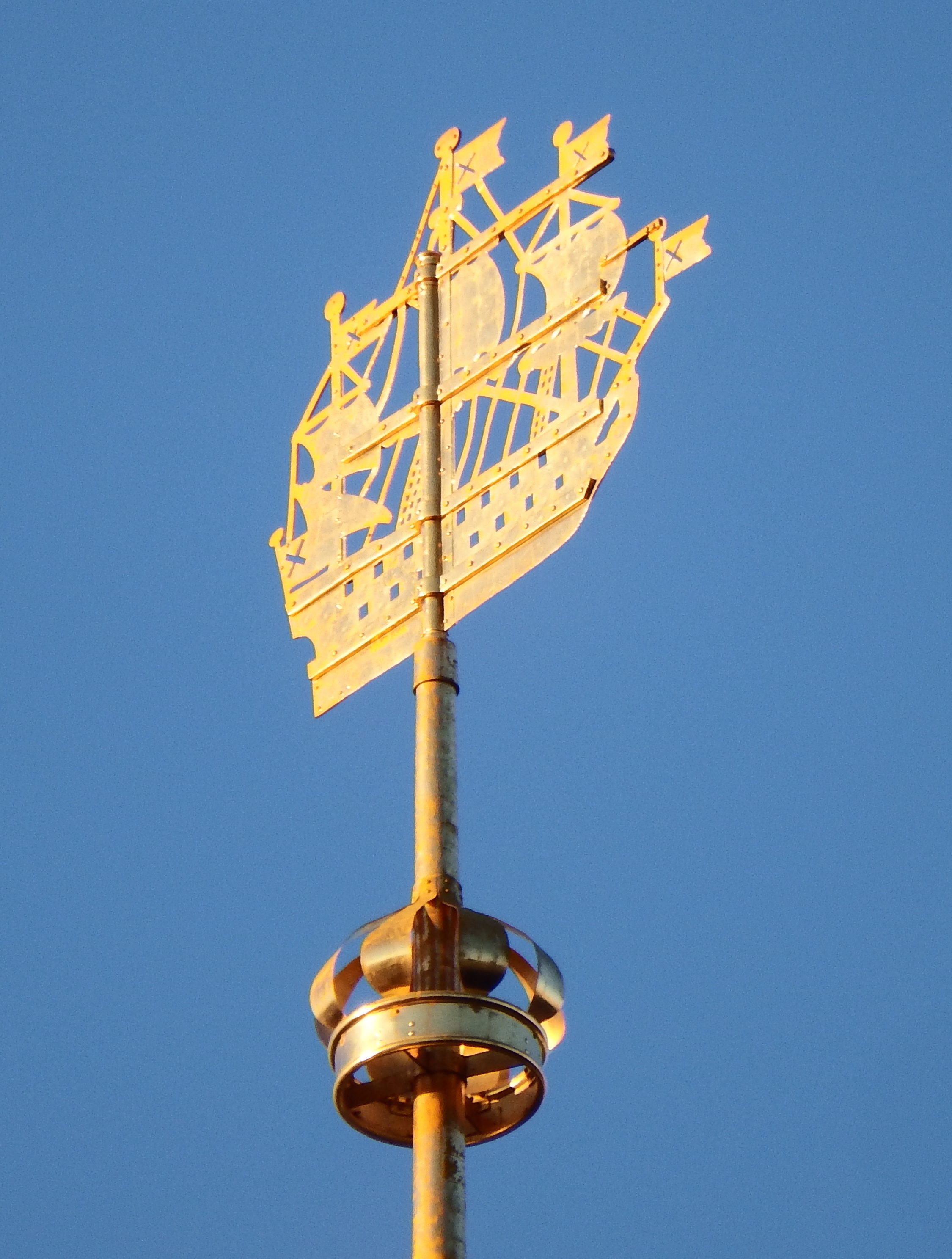
Кораблик со шпиля Санкт-Петербургского Адмиралтейства

Кораблик со шпиля Санкт-Петербургского Адмиралтейства

«Орёл» (1667—1669) — первый русский парусный корабль западноевропейского типа, являлся разновидностью голландского пинаса. Построен по указу Алексея Михайловича в селе Дединово Коломенского уезда. Предназначался для охраны русских торговых судов на Каспийском море.
«Орёл» принято считать первым российским парусным кораблём западноевропейского типа, хотя ещё в 1636 году был построен корабль «Фредерик». Однако «Фредерик», хоть и был построен в России, нёс флаг Шлезвига-Гольштейна.

## Строительство
Заготовка леса производилась в районе Коломны, а железо, «самое доброе к корабельному делу», поставляли тульские и каширские заводы.
Наблюдение за строительством кораблей было поручено боярину Афанасию Лаврентьевичу Ордину-Нащокину. Из Голландии был приглашён мастер Ламберт Гельт. Русскими плотниками руководили корабелы дворянин Яков Полуектов и подьячий мытной избы Степан Петров. Из Голландии приехали 25 мастеров, под руководством опытного судостроителя Корнелиуса ван Буковена. Русские плотники были на подхвате у голландцев.
При строительстве постоянно не хватало гвоздей и леса; верёвочные снасти разослали по церквям для колоколов. Коломенского епископа обязали найти плотников, а он в ответ ударил челом: «По Христовой евангельской заповеди, еже ей-ей вправду, к государеву корабельному делу охочих вовсе нет». Надзорные
дьяки брали взятки, а те, которые сменили взяточников, вообще разворовали строительную казну. В конце концов сам Корнелиус ван Буковен, устав от русских нравов, ударился в горькое пьянство.
В январе 1668 года дело с постройкой корабля обстояло так: «у корабля дно и стороны основаны, и кривые деревья все прибиты, а на верх на корабль брусья растирают».
В марте 1668 года корпус «Орла» был уже настолько готов, что потребовалась присылка в Дединово живописца и резчика для его отделки и украшения.
В мае 1668 года корабль был спущен на воду, но отделочные работы запоздали, и «Орёл» зазимовал в Дединово.
Строительство корабля обошлось казне в 2221 рубль.
В сопровождение к фрегату голландцы построили шестипушечную яхту и два шлюпа. Командовать пригласили капитана Давида Бутлера, имевшего большой опыт океанских плаваний. Экипаж состоял из 20 голландских матросов и офицеров и 35 русских стрельцов.

## Вооружение
- 22 пищали (18 × 6-фн и 4 × 3-фн)[4]
- 40 мушкетов
- 40 пар пистолетов

## Флаг корабля
По одной из версий, на корабле был поднят триколор, первый в истории России флаг военного корабля.
Перед постройкой корабля капитан Бутлер отправляет письмо царю, в котором спрашивает о флаге, потому что — как он дальше разъясняет — «какого государства корабль, такое и знамя на нём живёт». Из приходно-расходных книг явствует, что после этого для изготовления «флага большого» и множества вымпелов выписываются ткани красного, белого и синего цветов (вернее, как тогда говорили, — черчатого, белого и лазоревого). Таким образом, вполне возможно, что родиной российского флага является село Дединово под Коломной (сейчас это Луховицкий район Московской области), где находилась верфь. Хотя достоверно и не известно, каким был рисунок флага, о нём можно судить по изображениям корабля на гравюрах из изданной в 1681 году в Амстердаме книге «Странствования Яна Стрюйса». Первое же известие о полосатом бело-сине-красном флаге относится к 1694 году — именно этот флаг царя Московского (полосатое полотнище с изображением золотого двуглавого орла) был личным штандартом Петра I, под которым он плавал в Архангельске.

## Первое плавание

Мемориальная доска

В апреле 1669 года корабль был назван «Орлом», изображение орла как государственного герба России было нашито на корабельные флаги. Капитаном назначили голландца Давида Бутлера, а все матросы были иностранцами. 7 мая корабль поднял паруса и тронулся в путь. Весь путь от Дединово до Астрахани занял три с половиной месяца.

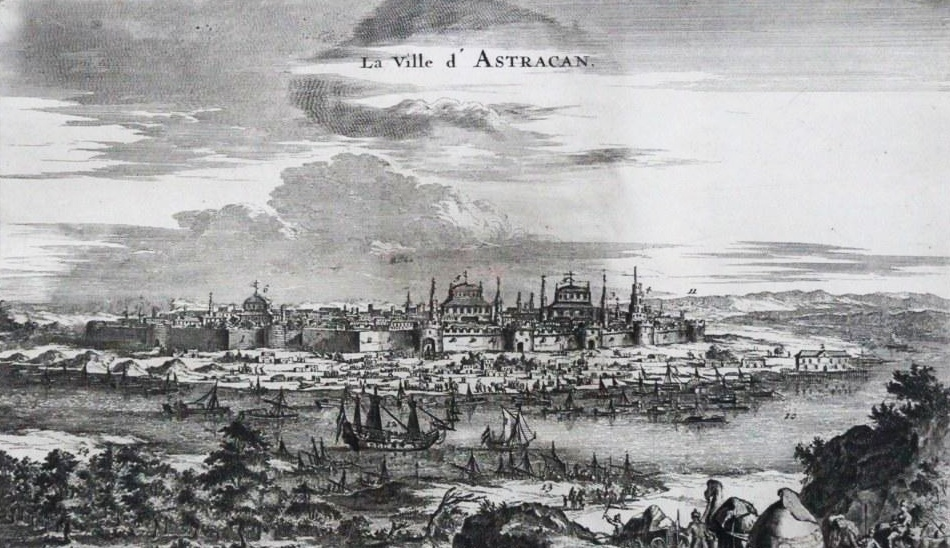
Конраад Деккер. Вид города Астрахани и фрегата «Орёл» с флотилией. XVII век.

Вступление в строй первого боевого корабля вызвало необходимость организации на нём корабельной службы. В Посольский приказ был представлен проект краткого морского устава в виде «письма корабельного строя» (то есть устройства). Это «письмо» состояло из введения и 34 уставных статей, в которых содержались основные правила корабельной службы, излагались обязанности и взаимоотношения командира и остальных должностных лиц корабля, а также краткие наставления о действиях личного состава во время якорной стоянки, на ходу, в бою и при различных других обстоятельствах. Статьи эти, получившие утверждение царя, свидетельствовали о том, что постройка «Орла» была в жизни русского государства не случайным явлением, а серьёзным началом создания регулярного военного флота.

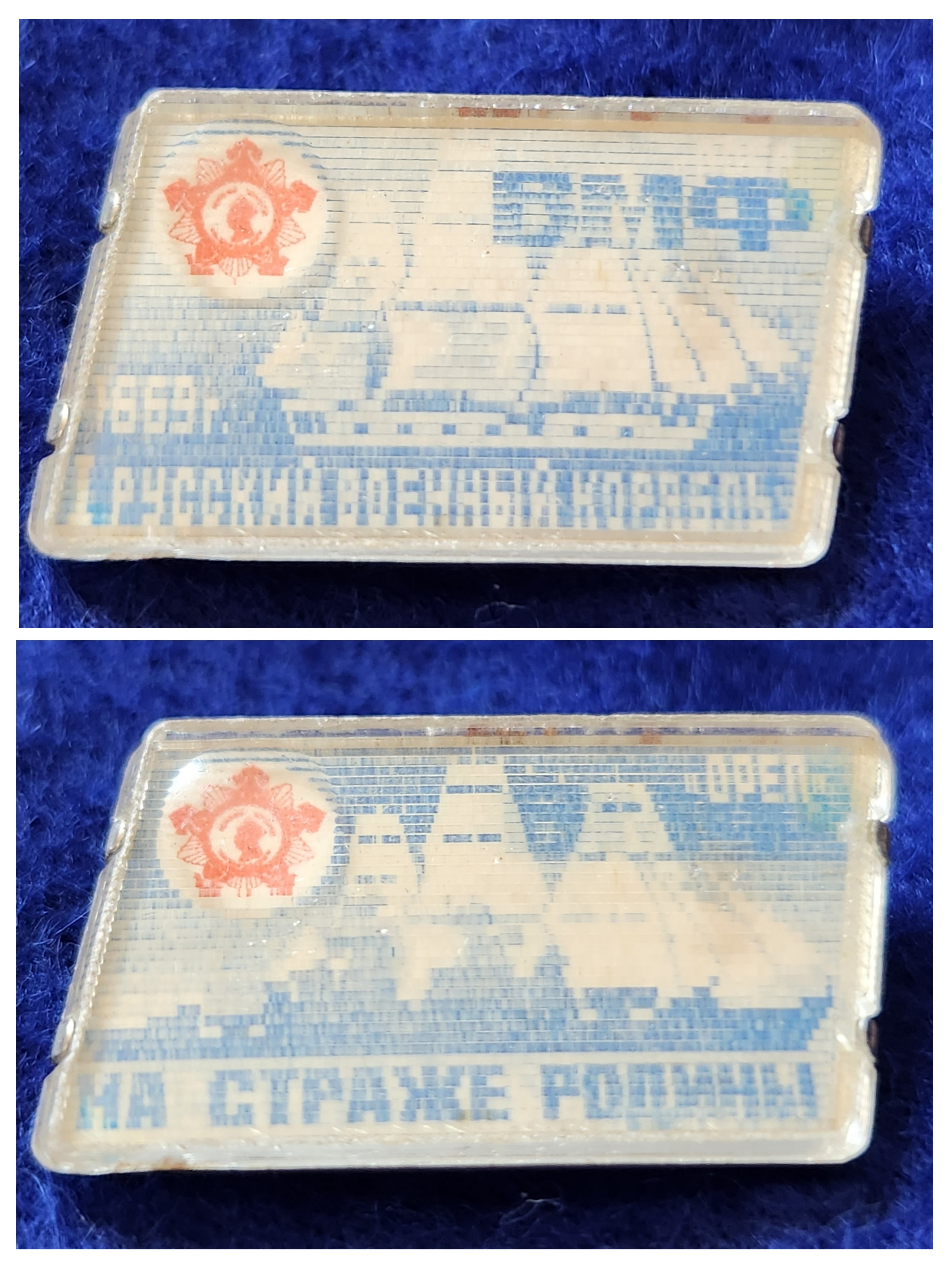
Орёл I Русский военный корабль 1669 ВМФ на страже Родины значок

## Гибель корабля
Одно время считалось, что в 1670 году, вскоре после захвата Астрахани восставшими казаками Степана Разина, «Орёл» был сожжён. Фрегат действительно был захвачен бунтовщиками, но, судя по обнаруженным бумагам астраханского воеводства 1678 года (оценка), так и не использовался по назначению и, простояв в течение многих лет в протоке Кутум, пришёл в негодность и был разобран в 1680.

## Изображение корабля
Существует мнение, что корабль был изображён художником Конраадом Деккером, и именно по этой картине голландский мастер Герман ван Болес создал очертания кораблика на шпиле Адмиралтейства в Санкт-Петербурге.

## Нумизматика

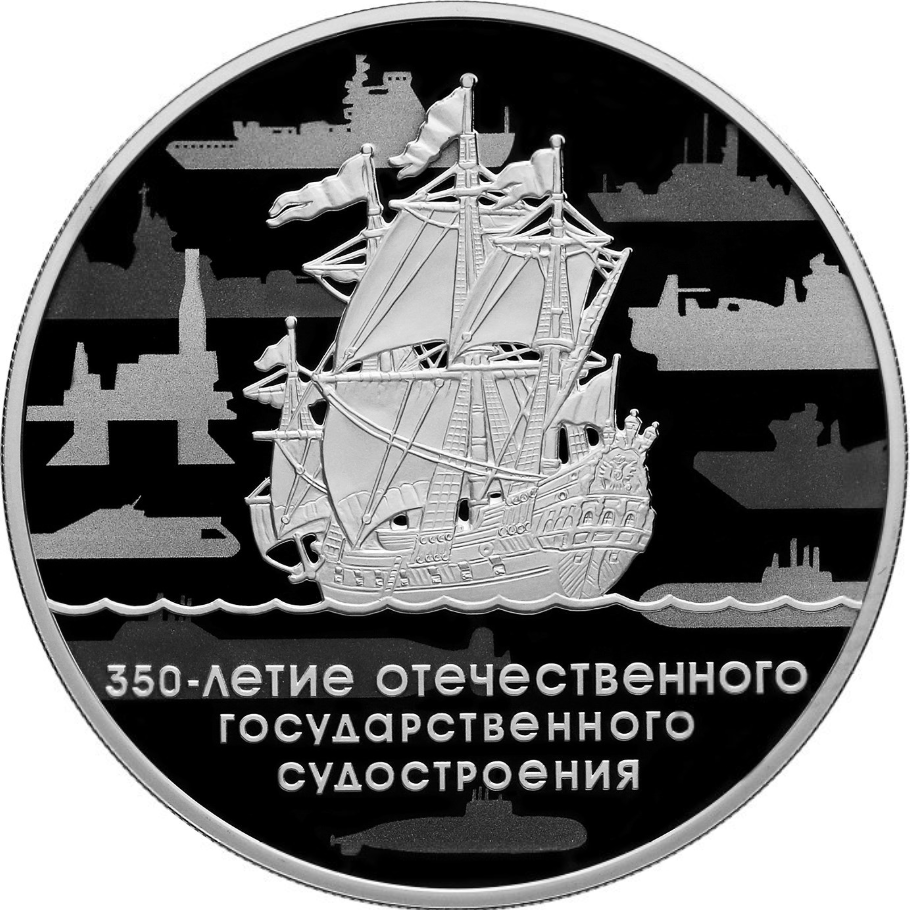
Серебряная памятная монета 3 рубля 2018 г.

- 15 августа 2018 года Банк России выпустил в обращение памятную серебряную монету номиналом 3 рубля «350-летие отечественного государственного судостроения» с изображением фрегата «Орёл» на фоне силуэтов современных судов[11]

## Память
В честь фрегата «Орёл» назван первый многоразовый пилотируемый космический корабль России «Орёл».